# Saint-Blaise (Alpy Nadmorskie)
Saint-Blaise – miejscowość i gmina we Francji, w regionie Prowansja-Alpy-Lazurowe Wybrzeże, w departamencie Alpy Nadmorskie.
Według danych na rok 1990 gminę zamieszkiwało 640 osób, a gęstość zaludnienia wynosiła 80 osób/km² (wśród 963 gmin regionu Prowansja-Alpy-W. Lazurowe Saint-Blaise plasuje się na 444. miejscu pod względem liczby ludności, natomiast pod względem powierzchni na miejscu 746.).